# よかよかアミーゴ
よか2アミーゴ（よかよかあみーご）は、1999年4月から2000年3月31日まで熊本放送（RKKラジオ）で毎週月曜日から金曜日まで12:15 - 13:59（JST）に放送されていたラジオの帯番組。

## 概要・番組内容
「鉢盛りラジオ」がおよそ2時間半繰り下げられ、14:55 - 18:20での放送になったことに伴い、12時台・13時台を引き継ぐ形で1999年4月に放送開始。
この番組では、パーソナリティをつとめる局アナ（RKKアナウンサー）が番組の構成や選曲などを1人で担当していたそうで、この番組を「アナデューサー番組」と称していたという。
しかし、この番組は1999年度のみの放送となり、終了後の2000年4月3日からは後継番組として「桂木まやのハイ!ホー!お昼です」が放送されることとなる。

## 出演者

### パーソナリティ
何れも当時はRKKアナウンサーであった。
- 木村和也（月）
- 檜室英子（火）
- 江上浩子（水）
- 橋本晴美（木）
- 宮脇利充（金）

## 放送時間
放送開始から終了まで変動はなく、12:15 - 13:59 であった。

### タイムテーブル
終了時点

#### 12時台
- 12:15
- 12:45 小沢昭一の小沢昭一的こころ（TBSラジオ制作）

#### 13時台
- 13:00 熊日ニュース
- 13:05頃 ミニ天気予報
- 13:08頃 ミュージックスクランブル（ニッポン放送制作）
- 13:25頃 交通情報
- 13:35頃 インフォメーション
- 13:40頃 トークエッセイ
- 13:50頃 ラジオショッピング